# Atakule
Atakule, to 125 metrowa wieża widokowa w dzielnicy Çankaya, w stolicy Turcji Ankarze. Atakule jest jednym z symboli i ważnym punktem orientacyjnym w Ankarze. Atakule znajduje się na wzgórzu, dzięki czemu w pogodny dzień można z niej oglądać panoramę prawie całego miasta.
Wieżę zaprojektował architekt Ragıp Buluç, a jej budowa trwałą w latach 1986 – 1989. Na szczycie wieży znajduje się otwarty taras i obrotowa restauracja. Pełny obrót o 360 stopni zajmuje 60 minut.
W pomieszczeniach u podstawy wieży mieści się centrum handlowe.
Nazwę obiektu można przetłumaczyć z języka tureckiego jako Wieża Atatürka (ata – Atatürk, kule – wieża).